# Bo Vilson
Bo Gustaf Arvid Vilson , född  16 september 1910 i Stockholm, död 7 december 1949 i Fryksände församling, var en svensk målare, tecknare, bildhuggare, illustratör och hantverkare. 
Han var verksam under signaturen Bovil. Föräldrarna var verkmästaren Gustav Vilson och Ellen Lovisa Viktoria Grafström samt far till Remus Wilson. Bo Vilson var yngre bror till konstnären Dagny Schönberg och hans yngre bror var Sten Vilson som verkade som fotograf. Familjen flyttade 1943 till Utterbyn i Fryksände socken i Värmland. De följande sex åren var mycket verksamma och man byggde bland annat upp familjens hem efter Bo Vilsons ritningar.
Vilson var som konstnär autodidakt. Han har gjort ett stort antal teckningar med sagomotiv, bland annat till Tusen och en natt. Under pseudonymen Bovil tecknade han serien Harald Handfaste för tidningen Året Runt. Han anses idag vara en av de bästa svenska serietecknarna under sin tid. Bland annat illustrerade han Harry Macfies Den gula dimman och Bertil Cleves Jagande vargen.